# Li Kongzheng
Li Kongzheng (李孔政S, Lǐ KǒngzhèngP; Nanning, 4 maggio 1959) è un tuffatore cinese.
Ha vinto la medaglia di bronzo ai Giochi olimpici di Los Angeles 1984  nella piattaforma 10 metri.

## Palmarès
- Giochi olimpici

Los Angeles 1984: bronzo nella piattaforma 10 metri.
- Mondiali di nuoto

Madrid 1986: argento nella piattaforma 10 m.
- Giochi asiatici

Teheran 1974: oro nella piattaforma 10 m.
Bangkok 1978: oro trampolino 3 m.
Nuova Delhi 1982: oro trampolino 3 m.